# Ashland, Alabama
Ashland là một thị trấn thuộc quận Clay, tiểu bang Alabama, Hoa Kỳ. Dân số năm 2009 là 1890 người, mật độ đạt 100 người/km².